# Agrochola sibirica
Agrochola sibirica là một loài bướm đêm trong họ Noctuidae.